# Eunotela collaris
Eunotela collaris är en fjärilsart som beskrevs av William Schaus 1901. Eunotela collaris ingår i släktet Eunotela och familjen tandspinnare. Inga underarter finns listade i Catalogue of Life.